# ジャーナリスト
ジャーナリスト（英: Journalist）とは、新聞、雑誌など、あらゆるメディアに報道用の記事や素材を提供する人、または職業である。明治時代には「操觚者（そうこしゃ）」と訳された

## 発祥
19世紀はじめごろはチャールズ・ディケンズのような、ジャーナルに記事を書く人を指していた。
これが転じて新聞やジャーナルの記事を書く人を指すようになった。ジャーナリストとは、新聞社やテレビ局など報道機関に所属して取材活動を行う者もいれば、特定の報道機関に所属しないでフリーランスとして取材活動を行う者もいる。前者に関しては、報道機関に所属しているという点で、ジャーナリストとしての一定の資質や能力が推定される一方で、ジャーナリストとしての活動に関し、所属機関への忖度が懸念される。

## 定義
マスメディアに報道記事を寄稿する人のことを指す。ただし写真、動画を専門にメディアに提供する人や職業は通常、カメラマンと呼び、ジャーナリストとは呼ばれない。また報道以外へ寄稿する人もジャーナリストとは呼ばれない。類似の活動として野次馬があるが、ジャーナリストとの違いは報道記事として寄稿しないこと、本人の興味に影響されることである。
欧米諸国では大学ないし大学院におけるジャーナリズム教育が盛んに行われていて、オンブズマン制度が浸透しており、政府機関が記者会見に参加するためのメディアパスを発行する基準が存在している。フリーのジャーナリストは新聞社、まれに専門出版社でジャーナリズムの実務経験を積んだ後で転身するケースがほとんどである。
いっぽうで日本の法律においては「ジャーナリスト」と自称する際の特別な基準は存在していないが、日本自動車ジャーナリスト協会(AJAJ)のように業界独自の基準を定めている場合もあるが、それでも「AJAJの会員ジャーナリスト」と名乗ることに制限がある一方で、自動車ジャーナリストと名乗ることに制限はかけられない。ジャーナリストとなるために教育システムや制度は整備されていない。このため教育は報道機関の社員教育、経験者に教えてもらう、独学で覚えるなどを行う必要がある。だれでも「ジャーナリスト」と自称することが可能であり、ジャーナリストとしての資質や実績がまったくない者が「ジャーナリスト」と自称しても法的に詐称にはならない。また、より専門的な分野を得意としていることを示すために、「＊＊ジャーナリスト」を自称することもある。ただし日本における「ジャーナリスト」は文章を採用するメディアが取捨選択する過程で自然淘汰されることに任せている状態であり、資質や能力に問題がある者がジャーナリストにふさわしくないとして強制的に排除されるシステムは存在しない。そのため、文章作成を初めとする能力、資質、倫理観などが欠如している者でも何らかのメディアに寄稿さえしていれば「ジャーナリスト」と自称してもまちがいとまでは言えないが、ジャーナリストと呼ぶに値するかの点では議論の対象になる。
ジャーナリストは事実に対する現状や意義、展望を報道する専門家であるとされるが、記事の内容がジャーナリストの倫理観や政治的態度に左右され、ジャーナリスト自身の経済的基盤、個人的利害関係に大きく影響を受けるケースもある。特定の団体に所属していないジャーナリストのなかには「フリージャーナリスト」と自称する者も多いが、出稿媒体や取材対象、ジャーナリストの取材対象及びその隣接分野を研究している研究者との利害関係がないことを示すものではない。日本では政治活動家が「ジャーナリスト」と自称する例が少なくないが、ジャーナリストと政治活動家との活動領域は非常に密接に重なりあうこともある。
ジャーナリストとして社会的に高い評価を受けるには、報道の正確性・客観性のみならず、報道対象の選定も重要となる。たとえば犯罪や社会的不祥事とはまったく無関係の無名の私人について報道したところで、いかに内容が正確であっても単なるプライバシーの侵害にしかならない。適切な報道対象の選定を行う能力、正確かつ客観的な報道を行う能力を兼ね備えなければジャーナリストとして評価を受けることはできないのである。ジャーナリストにはジャーナリズムに対して使命感があると言われているが、一般的な職業と同様にトップダウンによる指示やその報道にニーズがあるかで取材内容を決めている。
社会的評価を受けているジャーナリストの書いた記事や報道（ジャーナリズム）は影響が大きい。フリージャーナリストの草分けである黒田清のように「ジャーナリズムの基本は伝えることではなく弱者の訴えを代弁すること」を信念とする者もいるように、日本独自に発展したジャーナリズム観も生まれている。また「ジャーナリズムとは権力者が報じられたくない事を報じること。それ以外のものは広報に過ぎない」という箴言も存在する。
ニュース雑誌の巻頭を飾るような記事を、雑誌社に売り込むことを仕事にしているフリージャーナリストのことを「トップ屋」と呼ぶ。
ゴシップ誌に代表される芸能人の結婚・離婚などのスキャンダル情報を主に扱うジャーナリズムは、イエロージャーナリズムと呼ばれる。イエロージャーナリズムをジャーナリズムに含めるべきかどうかはつねに論争となる点ではあるが、報道価値の点からみると、社会的には評価されない傾向にある。
また、ジャーナリストは他の職業と比較すると非常に身の危険がともない殉職する者も少なくない。特に、戦場ジャーナリストは、紛争地を取材中に死亡したり、負傷したりする者も少なくない。ジャーナリストに危険が及ぶのは紛争地の取材だけではなく、戦後の日本においても公式には自殺や事故死などとして処理されるが極めて不審な死を遂げたジャーナリストもいる。日本平和学会は特定秘密保護法により、特にフリージャーナリストは同法に違反した容疑で逮捕される可能性が高まると主張している。

## 分業制
ジャーナリストのなかでも、特に記事執筆のために必要なデータ収集を専門とする人間を「データマン」、そしてデータマンの集めてきたデータを元に記事を執筆する人間を「アンカーマン」と呼ぶ。
いわばデータマンはアンカーマンのアシスタント的な役割を果たしており、多くのジャーナリストはまずデータマンとして経歴をスタートし、経験を積んだ上でアンカーマンとなるのが一般的である。テレビのニュース番組の司会者（ニュースキャスター）のことを「アンカーマン」と呼ぶのは、この用法が転じたものである。司会者としてのアンカーマンの役割は実際のアンカーマンではなく、その役割は別に存在する。また、司会者としてのアンカーマンの下積みはデータマンではなく、ニュースキャスターである。

## 研究や評価
社会に広く情報を提供する役割を担っているため、ジャーナリスト自身がしばしば研究の対象ともなる。 ジャーナリストという呼称自体が人物に対する社会的評価であるという見方もある。
ジャーナリストにどのような偏りがあるか、それがどのようなバイアスに結びつくかといった研究や、個々のジャーナリストの活動や判断についての評論などが存在する。これらの評論は、ジャーナリストの信頼性等を評価する意味で有用であったり、そもそもジャーナリストと呼ぶに値しない者を排除するシステムとしても機能している。
情報技術の高度な発展により、一般人でも、個人のウェブサイトやブログなどを用いて容易に情報発信活動を行うことが技術的に可能になっている。情報を受信する者にとっては、一定の時間内で「無意味な」情報を捨てて「有意義な」情報を収集するという、情報の価値や真贋を見抜くリテラシーがより一層求められているが、各個人の情報リテラシーにはおのずと限界がある。そのため、ジャーナリストによって発信される情報は、情報収集の過程で重要な意味を持つ。情報発信者は「ジャーナリスト」と名乗ることで情報発信力を強めることができるため、「ジャーナリスト」の肩書きが濫用される傾向にある。

## 投獄されたジャーナリスト
2021年12月1日時点で、投獄されているジャーナリストは、非営利団体ジャーナリスト保護委員会の統計によると293人である。これは各国政府が情報の管理統制を行った結果とみられる。国別では中国が最多の50人、政変があったミャンマーが26人、次いでエジプトが25人、ベトナム23人、ベラルーシ19人と各国政府が情報の管理統制による投獄が多い。
スパイ容疑で逮捕されることがある。例として、2017年にトルコで拘束されたドイツ系ジャーナリストのデニス・ユーチェル、2024年にロシアで有罪となったアメリカ人ジャーナリストエヴァン・ガーシュコヴィッチなどである。

## ジャーナリストへの暴行
戦場での活動やマフィアなどから標的になることが多く、処刑、拉致、殺害などが行われる。

## 企業等の対応
近年のインターネットの発達により、ブログなどのメディアを主な発表の場として活動するジャーナリストが増加しているが、それらのジャーナリストに対する対応は企業によってまちまちである。個人ジャーナリストに対しても積極的に情報提供を行い企業の広報活動に利用しようとする企業がある反面、個人ジャーナリストを警戒し、新聞社等の紹介があった場合のみ対応する、あるいは個人の取材を受け付けないという方針を持つ企業も存在する。
多くの企業では、社会的評価を得ていない個人ジャーナリストへの対応は、原則として一般個人の活動として扱う実務が定着してきた。